# Gáspár Orbán
Gáspár Orbán (* 7. února 1992 Budapešť) je maďarský právník, voják, náboženský představitel a bývalý profesionální fotbalista. Jeho otcem je maďarský premiér Viktor Orbán.

## Fotbalová kariéra
V minulosti hrál v pozici záložníka za fotbalové kluby Fehérvár FC a Puskás Akadémia FC.

## Náboženská kariéra
Po boku svých čtyř sester byl vychován jako katolík. V roce 2014 po náboženském prozření konvertoval k letniční církvi, kde se stal pastorem. Tvrdí, že slyšel volání Boha a že byl svědkem zázračných uzdravení.

## Vojenská kariéra
V roce 2019 se stal profesionálním vojákem. V roce 2020 nastoupil na základě studijní smlouvy s maďarským státem na Královskou vojenskou akademii Sandhurst, kterou absolvoval v lednu 2021. Výměnou za to absolvoval pětiletou vojenskou službu.